# Borgatomelissa brevipennis
Borgatomelissa brevipennis är en biart som först beskrevs av Walker 1871.  Borgatomelissa brevipennis ingår i släktet Borgatomelissa och familjen grävbin. Inga underarter finns listade.